# 셀프로더
셀프로더는 주로 포크레인이나 불도저와 같은 중장비를 싣기 위해 만들어진 특장차이다. 미니트레일러라고 불리기도 한다.

## 특징
셀프로더는 포크레인이나 불도저를 운반하기 위해 만들어진 특장차인만큼 포크레인과 불도저와 같은 무거운 중장비를 싣기 위해 차체의 하중이 튼튼하게 설계가 된다. 차량의 화물칸으로 포크레인이나 불도저 등과 같은 중장비들이 올라올 수 있는 발판이 마련이 되어 있으며 주로 5톤 이상의 중형 화물차부터 셀프로더로 특장하여 만든다. 중장비를 싣는 차종이기 때문에 건설 현장에서도 자주 보이는 차량이다.

## 같이 보기
- 화물차
- 특장차
- 상용차